# Li Xiaoshuang
Li Xiaoshuang (Xiantao, Hubei, 1 de noviembre de 1973) es un gimnasta artístico chino, dos veces campeón olímpico en suelo y en la general individual, en 1992 y 1996, respectivamente; y tres veces campeón del mundo: en 1994 por equipos, y en 1995, de nuevo por equipos y en la general individual.

## Carrera deportiva
En el Mundial de Indianápolis 1991 consigue la plata por equipos, tras la Unión Soviética y por delante de Alemania; sus compañeros en el equipo fueron: Guo Linyao, Huang Huadong, Li Ge, Li Jing y Li Chunyang.
En las Olimpiadas celebradas en Barcelona en 1992 gana el oro en el ejercicio de suelo, la plata en el concurso por equipos —por detrás del Equipo Unificado y por delante de Japón—, y el bronce en anillas, por detrás de Vitaly Scherbo del Equipo Unificado, su compatriota Li Jing, y empatado a puntos con el alemán Andreas Wecker.
En el Mundial de Brisbane 1994 gana la plata en salto de potro, tras el bielorruso Vitaly Scherbo. Un par de meses después ganó la medalla de oro en el concurso por equipos —por delante de Rusia y Ucrania—, en la ciudad de Dortmund (Alemania).
En el Mundial de Sabae 1995 gana el oro en la competición por equipos, quedando por delante de Japón y Rumania; sus seis compañeros en el equipo chino son: Fan Bin, Huang Huadong, Huang Liping, Shen Jian, Zhang Jinjing y Fan Hongbin. Además gana el oro en la competición general individual.
En los JJ. OO. celebrados en Atlanta en 1996 ayuda a su país a conseguir la medalla de plata —quedando tras Rusia y por delante de Ucrania—; en esta ocasión sus colegas de equipo son: Fan Bin, Fan Hongbin, Huang Huadong, Huang Liping, Shen Jian y Zhang Jinjing. Además consigue la medalla de oro en la general individual, y la de plata en el ejercicio de suelo, quedando solo tras el griego Ioannis Melissanidis.